# Panggungjati
Panggungjati is een bestuurslaag in het regentschap Serang van de provincie Banten, Indonesië. Panggungjati telt 6239 inwoners (volkstelling 2010).